# Комп'ютерна мова
Комп'ютерна мова (англ. computer language) — формальна мова опису взаємодій та станів в обчислювальних системах, які складаються з набору слів-вказівок, створених з певного набору символів, та способів їх запису і використання.

## Типи
До комп'ютерних мов включають:
- мови опису виконуваних конструкцій — усі форми подання алгоритмів, за допомогою яких людина може вказати комп'ютеру спосіб виконання дій щодо розв'язування завдання:
  - мови команд — мови, яка використовується для керування завданнями самого комп'ютера, наприклад запуску програм;
  - мови опису конфігурації — мови, яка використовується для написання файлів конфігурації;
  - мови програмування — формальні мови, призначені для передачі інструкцій обчислювальній машині, зокрема комп'ютеру:
    - мови сценаріїв(скриптові мови) — тип мов програмування, які зазвичай інтерпретуються під час виконання, а не компілюються;

  - мови запитів — мови, яка використовується для створення запитів до баз даних та інформаційних систем;
  - мови опису перетворень — призначені для перетворення деякого вхідного тексту певною формальною мовою у модифікований вихідний текст, який відповідає певній цілі.
- мови обміну даними — мови, яка є доменно-незалежними та можуть використовуватися для даних з будь-яких даних; приклади: JSON, XML;
- мови розмітки — граматики для анотування документа у спосіб, який синтаксично відрізнятиметься від тексту, наприклад HTML;
- мови моделювання — штучні мови, яка використовуються для вираження інформації або знань, у тому числі для використання в проектуванні комп'ютерних систем;
  - мови опису архітектури — використовуються для опису та представлення архітектури системи;
  - мови опису обладнання — використовуються для моделювання інтегральних схем;
- мови опису сторінки — описує вигляд друкованої сторінки на рівні вищому, ніж фактичне вихідне растрове зображення;
- мови симуляцій — мова, яка використовується для опису симуляцій процесів;
- мови специфікацій — мови, яка використовується для опису того, що має робити система;
- мови таблиць стилів — мови, для представлення структурованих документів, наприклад CSS.